# Первомайка (Костанайская область)
Первомайка (каз. Первомай) — село в Узункольском районе Костанайской области Казахстана. Входит в состав Пресногорьковского сельского округа. Код КАТО — 396651700.

## Население
В 1999 году население села составляло 205 человек (107 мужчин и 98 женщин). По данным переписи 2009 года, в селе проживало 170 человек (82 мужчины и 88 женщин).